# Anderella
Anderella is een geslacht van uitgestorven Synziphosurina, een parafyletische groep van chelicerate geleedpotigen. Anderella werd beschouwd als onderdeel van de clade Prosomapoda. 
Fossielen van de enige en typesoort Anderella parva zijn ontdekt in afzettingen van het Carboon in Montana, in de Verenigde Staten. De geslachtsnaam eert Lyall Anderson. De soortaanduiding betekent hier 'jong (dier)'. Het holotype is CM54200, het paratype CM54201.
Anderella was in 2020 de eerste en de enige synziphosurine uit het Carboon die was beschreven, waardoor het het jongste lid van synziphosurinen was. Anderella is ook een van de weinige synziphosurine geslachten dat fossiel bewijs van aanhangsels vertoont, maar de details zijn onduidelijk vanwege hun slechte bewaring.
De prosoma van Anderlla bezit een subovaal pantser iets langer dan de uitwendige tien opisthosomasegmenten (exclusief achterste telson). Een rij axiale knopen loopt door de opisthosomale tergieten. De laatste drie opisthosomale segmenten (die het postabdomen vormen) zijn langer en missen pleurae (laterale extensies).